# Palazzo Carducci Artenisio
Il Palazzo Carducci Artenisio di Taranto è uno dei principali palazzi dell'aristocrazia tarantina. L'edificio ha conservato in buona parte le caratteristiche nobiliari originarie, sia nelle fini decorazioni che negli arredi. 
Fu fatto costruire nel 1650 da Ludovico Carducci, discendente da una nobile famiglia di Firenze. L'ingresso del palazzo si trova in vico I Seminario.

## Storia
I Carducci rappresentavano una nobile ed antica famiglia fiorentina, i cui componenti rivestirono le più alte cariche istituzionali dell'età comunale, tra cui quelle di Gonfaloniere e Priore, ma in seguito a contrasti sorti con l'avvento dei Medici, furono costretti all'esilio. Il ramo Carducci Artenisio si trasferì in Puglia, e la presenza a Taranto cominciò con la nomina di Filippo Carducci a Capitano e Governatore della città da parte di Carlo VIII di Francia.  Nel tempo, i discendenti si imparentarono con le nobili famiglie locali, tanto che i Carducci diedero a Taranto ben 14 sindaci.
Il palazzo è sempre stato abitato dai discendenti dei Carducci, che ne hanno così preservato le caratteristiche tipiche delle dimore nobiliari, pur effettuando operazioni di restauro degli interni e della facciata. Nel 1902 diede ospitalità al Presidente del Consiglio dei ministri Giuseppe Zanardelli.

## Descrizione
L'edificio ha una superficie di circa 900 m², e i suoi ambienti si sviluppano intorno ad un cortile interno. Sono ancora visibili al piano terra gli abbeveratoi ed i ganci per i cavalli, la rimessa per la carrozza, gli alloggi della servitù, una pensilina in stile liberty realizzata nei primi anni del Novecento, nonché l'aquila nera con due teste coronate dello stemma di famiglia. Una scala monumentale a doppia rampa conduce al ballatoio che introduce all'appartamento nobiliare, dove si possono ammirare le stanze con arredi e ceramiche pregiate, e quadri di notevole valore tra cui i 12 dipinti ovali del pittore Cesare Fracanzano, che rappresentano i santi a cui era devota la famiglia Carducci: Sant'Andrea, Santo Stefano, San Giovanni Battista, San Girolamo, San Pietro, San Sebastiano, San Michele Arcangelo, ed altri santi non meglio identificati. Sempre al piano nobile si trova una biblioteca con più di 5000 volumi, e la cappella di famiglia che fu fatta costruire dal Sindaco Ludovico Carducci, nella quale è custodita una reliquia della croce di Gesù.